# 瑪琅
瑪琅是印度尼西亞南部爪哇島東部東爪哇省下轄的一個城市，距離該省首府泗水90公里，面積110.06平方公里，2010年人口820,243人，人口密度為每平方公里6,171人；其居民主要信奉伊斯蘭教。

## 外部連結
- Official website （页面存档备份，存于） （印尼文）